# برناردو هاريس
برناردو هاريس (بالإنجليزية: Bernardo Harris)‏ هو لاعب كرة قدم أمريكية أمريكي، ولد في 15 أكتوبر 1971 في تشابل هيل في الولايات المتحدة.

## وصلات خارجية
- برناردو هاريس على موقع مرجع كرة القدم المحترفة.كوم (الإنجليزية)